# Sint Nicolaas
Sint Nicolaas är en ort i Aruba. Den ligger i den sydöstra delen av landet, 17 km sydost om huvudstaden Oranjestad. Sint Nicolaas har 15 284 invånare.